# Dibolia sinuata
Dibolia sinuata är en skalbaggsart som beskrevs av Horn 1889. Dibolia sinuata ingår i släktet Dibolia och familjen bladbaggar. Inga underarter finns listade i Catalogue of Life.